# Première Division (Burkina Faso)

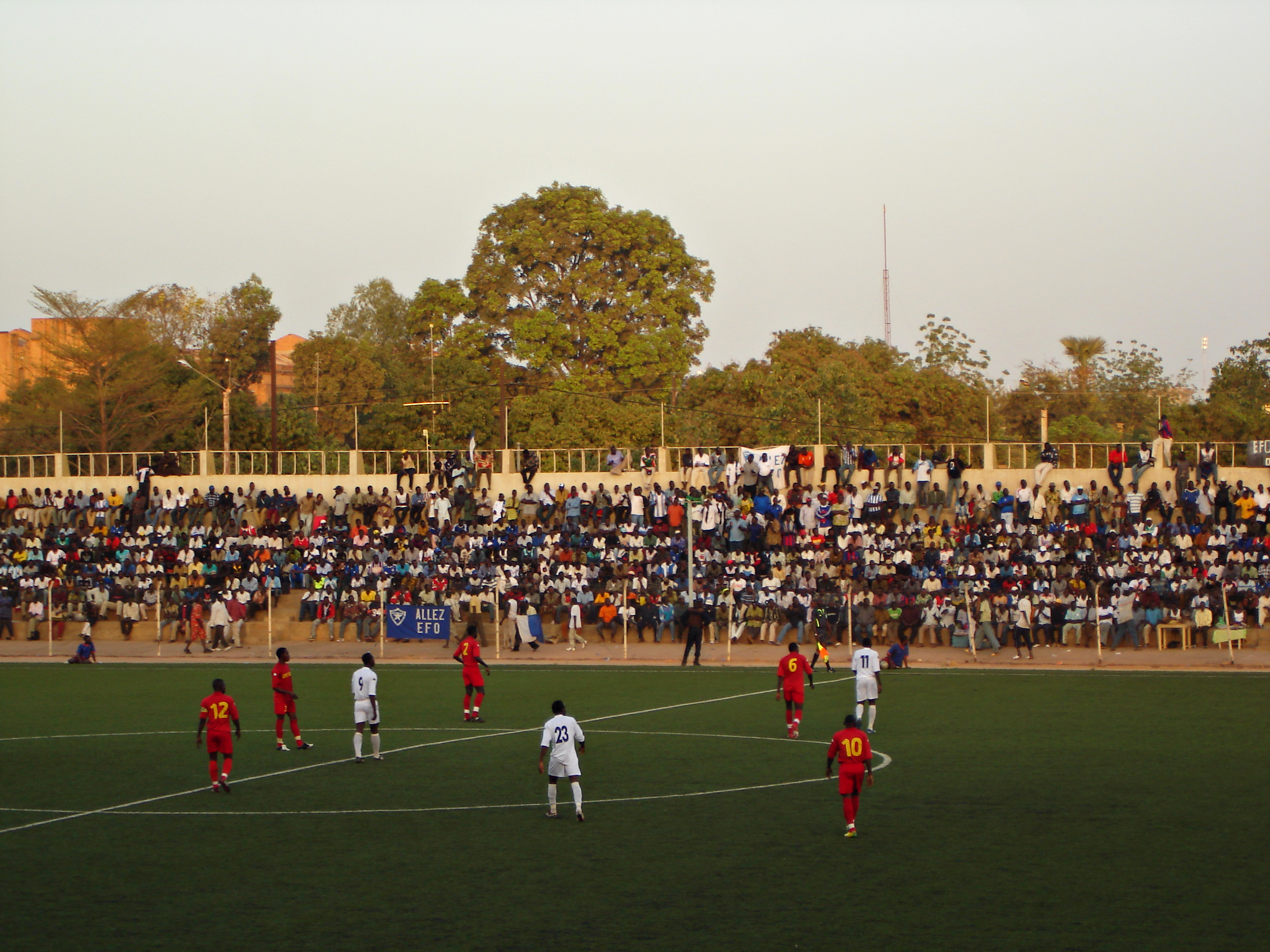
Derby zwischen EFO und ASFA-Y

Die Première Division ist die höchste Spielklasse der nationalen Fußballmeisterschaft des westafrikanischen Staates Burkina Fasos (bis 1984 Obervolta).
Seit der Unabhängigkeit von Frankreich 1960 wird eine Meisterschaft ausgetragen, mit Ausnahme der Jahre 1981 und 1982, als es nach einem Putsch zu politischen Wirren gekommen war. Erster Meister war ASF Bobo-Dioulasso, aktueller Titelträger ist ASFA-Yennenga Ouagadougou. Der Spielbetrieb der 14 Mannschaften umfassenden Liga ist defizitär und wird vom Sportministerium finanziert.

## Geschichte
Fußball wird im heutigen Burkina Faso nachweislich seit 1935 gespielt. Die Vereine waren in koloniale Strukturen eingebunden und nahmen in den 1950er-Jahren an der Coupe d’AOF, dem Pokalwettbewerb der Kolonialföderation Französisch-Westafrika teil. Nach der Unabhängigkeit von Frankreich 1960 wurde sofort eine nationale Meisterschaft für den neuen Staat Obervolta geschaffen. Erster Meister wurde ASF Bobo-Dioulasso. Im Jahr 1964 gelang USFRAN Bobo-Dioulasso die erste Titelverteidigung.
1974 wurde auf Beschluss des Sportministers Félix Tiemtarboum eine Meisterschaft auf Basis von Regionalauswahlen geschaffen, die an Stelle von Vereinsmannschaften um den nationalen Titel spielen sollten. Ziel war es, Kräfte zu bündeln, um bei den kontinentalen Vereinswettbewerben erfolgreicher zu werden. Diese Entscheidung führte zu Polemiken und teilte die öffentliche Meinung. Mit sieben Titeln in Folge waren die Silures Bobo-Dioulasso erfolgreicher als die rivalisierende Auswahl Kadiogo Club Ouagadougou, die Ende der 1970er-Jahre vom Deutschen Otto Pfister, der ebenfalls als Nationaltrainer fungierte, trainiert wurde. Bei einigen Erfolgen führte dieses System auch zu Frustrationen bei den Verantwortlichen der einzelnen Vereine und hatte keine Zukunft. Die Spielzeiten 1981 und 1982 fanden aufgrund politischer Turbulenzen nicht statt. In den zehn Jahren zwischen 1985 und 1994 konnte Étoile Filante Ouagadougou acht Meistertitel gewinnen. Seit 1999 ist ASFA-Yennenga Ouagadougou dominierende Kraft mit zehn Meistertiteln bis 2013.

## Meisterhistorie
| 1961 ASF Bobo-Dioulasso         |
| 1962 Étoile Filante Ouagadougou |
| 1963 USFRAN Bobo-Dioulasso      |
| 1964 USFRAN Bobo-Dioulasso      |
| 1965 Étoile Filante Ouagadougou |
| 1966 ASF Bobo-Dioulasso         |
| 1967 US Ouagadougou             |
| 1968 USFRAN Bobo-Dioulasso      |
| 1969 ASFAN Ouagadougou          |
| 1970 ASFAN Ouagadougou          |
| 1971 ASFAN Ouagadougou          |
| 1972 Racing Club Bobo-Dioulasso |
| 1973 Jeanne d'Arc Ouagadougou   |
| 1974 Silures Bobo-Dioulasso     |
| 1975 Silures Bobo-Dioulasso     |
| 1976 Silures Bobo-Dioulasso     |
| 1977 Silures Bobo-Dioulasso     |
| 1978 Silures Bobo-Dioulasso     |
| 1979 Silures Bobo-Dioulasso     |
| 1980 Silures Bobo-Dioulasso     |
| 1981 –                          |
| 1982 –                          |
| 1983 US Ouagadougou             |
| 1984 ASFAN Ouagadougou          |
| 1985 Étoile Filante Ouagadougou |
| 1986 Étoile Filante Ouagadougou |
| 1987 USFA Ouagadougou           |
| 1988 Étoile Filante Ouagadougou |
| 1989 ASFA-Yennenga Ouagadougou  |
| 1990 Étoile Filante Ouagadougou |
| 1991 Étoile Filante Ouagadougou |
| 1992 Étoile Filante Ouagadougou |
| 1993 Étoile Filante Ouagadougou |
| 1994 Étoile Filante Ouagadougou |
| 1995 ASFA-Yennenga Ouagadougou  |
| 1996 Racing Club Bobo-Dioulasso |
| 1997 Racing Club Bobo-Dioulasso |
| 1998 USFA Ouagadougou           |
| 1999 ASFA-Yennenga Ouagadougou  |
| 2000 USFA Ouagadougou           |
| 2001 Étoile Filante Ouagadougou |
| 2002 ASFA-Yennenga Ouagadougou  |
| 2003 ASFA-Yennenga Ouagadougou  |
| 2004 ASFA-Yennenga Ouagadougou  |
| 2005 RC Kadiogo Ouagadougou     |
| 2006 ASFA-Yennenga Ouagadougou  |
| 2007 CF Ouagadougou             |
| 2008 Étoile Filante Ouagadougou |
| 2009 ASFA-Yennenga Ouagadougou  |
| 2010 ASFA-Yennenga Ouagadougou  |
| 2011 ASFA-Yennenga Ouagadougou  |
| 2012 ASFA-Yennenga Ouagadougou  |
| 2013 ASFA-Yennenga Ouagadougou  |
| 2014 Étoile Filante Ouagadougou |
| 2015 Racing Club Bobo-Dioulasso |
| 2016 RC Kadiogo Ouagadougou     |
| 2017 RC Kadiogo Ouagadougou     |
| 2018 ASF Bobo-Dioulasso         |
| 2019 Rahimo FC                  |
| 2020 Meisterschaft abgebrochen  |
| 2021 AS-SONABEL Ouagadougou     |
| 2022 RC Kadiogo Ouagadougou     |
| 2023 AS Douanes Ouagadougou     |
| 2024 AS Douanes Ouagadougou     |
| 2025 Rahimo FC                  |

## Mannschaften Saison 2023/24
| Mannschaft                 | Standort       | Stadion                          |
| -------------------------- | -------------- | -------------------------------- |
| AS Douanes                 | Ouagadougou    | Stade Dr Issoufou Joseph Conombo |
| AS-SONABEL Ouagadougou     | Ouagadougou    | Stade de la SONABEL              |
| SC Majestic                | Saponé         | Stade Municipal Po               |
| Salitas FC                 | Ouagadougou    | Stade du 4-Août                  |
| ASEC Koudougou             | Koudougou      | Stade Balibiè                    |
| Sporting Football Cascades | Niangoloko     | Stade Municipal de Banfora       |
| RC Kadiogo Ouagadougou     | Ouagadougou    | Stade de Kadiogo                 |
| Vitesse FC                 | Bobo-Dioulasso | Stade Wobi                       |
| USFA Ouagadougou           | Ouagadougou    | Stade de l’USFA                  |
| Étoile Filante Ouagadougou | Ouagadougou    | Stade du 4-Août                  |
| Rahimo FC                  | Bobo-Dioulasso | Stade Wobi                       |
| ASFA-Yennenga Ouagadougou  | Ouagadougou    | Stade du 4-Août                  |
| ASF Bobo-Dioulasso         | Bobo-Dioulasso | Stade Wobi                       |
| Royal FC Bobo-Dioulasso    | Bobo-Dioulasso | Stade Wobi                       |
| Racing Club Bobo-Dioulasso | Bobo-Dioulasso | Stade Wobi                       |
| KOZAF                      | Ouagadougou    | Stade Dr Issoufou Joseph Conombo |